# USS Grouse (AMS-15)
El USS Grouse (AMS-15/YMS-321) fue un dragaminas de la clase YMS-1 de la subclase YMS-135 construido para la Armada de los Estados Unidos durante la Segunda Guerra Mundial.

## Hundimiento
Durante una misión de entrenamiento, el Grouse encalló frente a Rockport, Massachusetts, la noche del 21 de septiembre de 1963. No hubo heridos entre la tripulación, pero todos los esfuerzos por desencallar al Grouse de las rocas fracasaron. El Grouse fue destruido por explosivos el 28 de septiembre de 1963 y su nombre fue eliminado del Registro Naval de Buques ese mismo día.